# Landkreis Chiayi
Der Landkreis Chiayi (chinesisch 嘉義縣, Pinyin Jiāyì Xiàn, Tongyong Pinyin Jiayì Siàn, W.-G. Chia-i Hsien) ist ein Landkreis der Republik China auf Taiwan. Er liegt im Westen der Insel Taiwan und umschließt die Stadt Chiayi, die 1982 aus dem Landkreis ausgegliedert wurde und den Status einer kreisfreien Stadt erhielt. Seitdem befindet sich die Kreisverwaltung im westlich von Chiayi gelegenen Ort Taibao.

## Geschichte
Während der japanischen Kolonialherrschaft in Taiwan (1895–1945) war das Gebiet des späteren Landkreises ab 1920 Teil der Präfektur Tainan. Nach Übernahme Taiwans durch die Republik China wurden die japanischen Verwaltungseinheiten unter anderen Namen im Wesentlichen fortgeführt und im Januar 1946 entstand aus der Präfektur Tainan der Landkreis Tainan, allerdings ohne die beiden Städte Tainan und Chiayi, die als kreisfreie Städte ausgegliedert wurden. Am 25. Oktober 1950 erfolgte eine neue administrative Reform und vom Landkreis Tainan wurden die nördlichen Anteile als neue Landkreise Chiayi und Yunlin abgespalten. Dabei verlor die Stadt Chiayi wieder ihre Kreisfreiheit und wurde in den Landkreis Chiayi rückgegliedert. Am 1. Juli 1982 erlangte Chiayi jedoch erneut den Status einer kreisfreien Stadt. Kreishauptstadt wurde danach Taibao.

## Geographie
Der Landkreis Chiayi liegt zwischen dem Landkreis Yunlin im Norden und der Stadt Tainan im Süden. Im Westen grenzt er an die Taiwanstraße, im Nordosten an den Landkreis Nantou und im Südosten an die Stadt Kaohsiung.
Der westliche Teil des Landkreises gehört zur Jianan-Ebene, der größten Ebene Taiwans. Im Osten liegt das durch die Alishan-Waldbahn touristisch erschlossene Alishan-Gebirge. An seiner Ostspitze reicht der Landkreis Chiayi bis zum Yushan, den mit 3.952 m höchsten Berg Taiwans. Der östliche Zipfel des Kreisgebiets von Chiayi ist Teil des Yushan-Nationalparks.
Der als Grenze zwischen der subtropischen und der tropischen Klimazone geltende nördliche Wendekreis verläuft mitten durch den Landkreis Chiayi.

## Städte und Gemeinden
Die 37.781 Einwohner zählende Hauptstadt Taibao sowie die im Westen des Landkreises gelegene 42.382 Einwohner (Stand jeweils Dezember 2017) zählende Stadt Puzi haben den Status von Städten (市,  Shì). Daneben gibt es zwei Stadtgemeinden (鎮,  Zhèn) und 14 Landgemeinden (鄉,  Xiāng). Bevölkerungsreichste Gemeinde des Landkreises Chiayi ist mit 71.693 Einwohnern Minxiong nördlich der Stadt Chiayi.

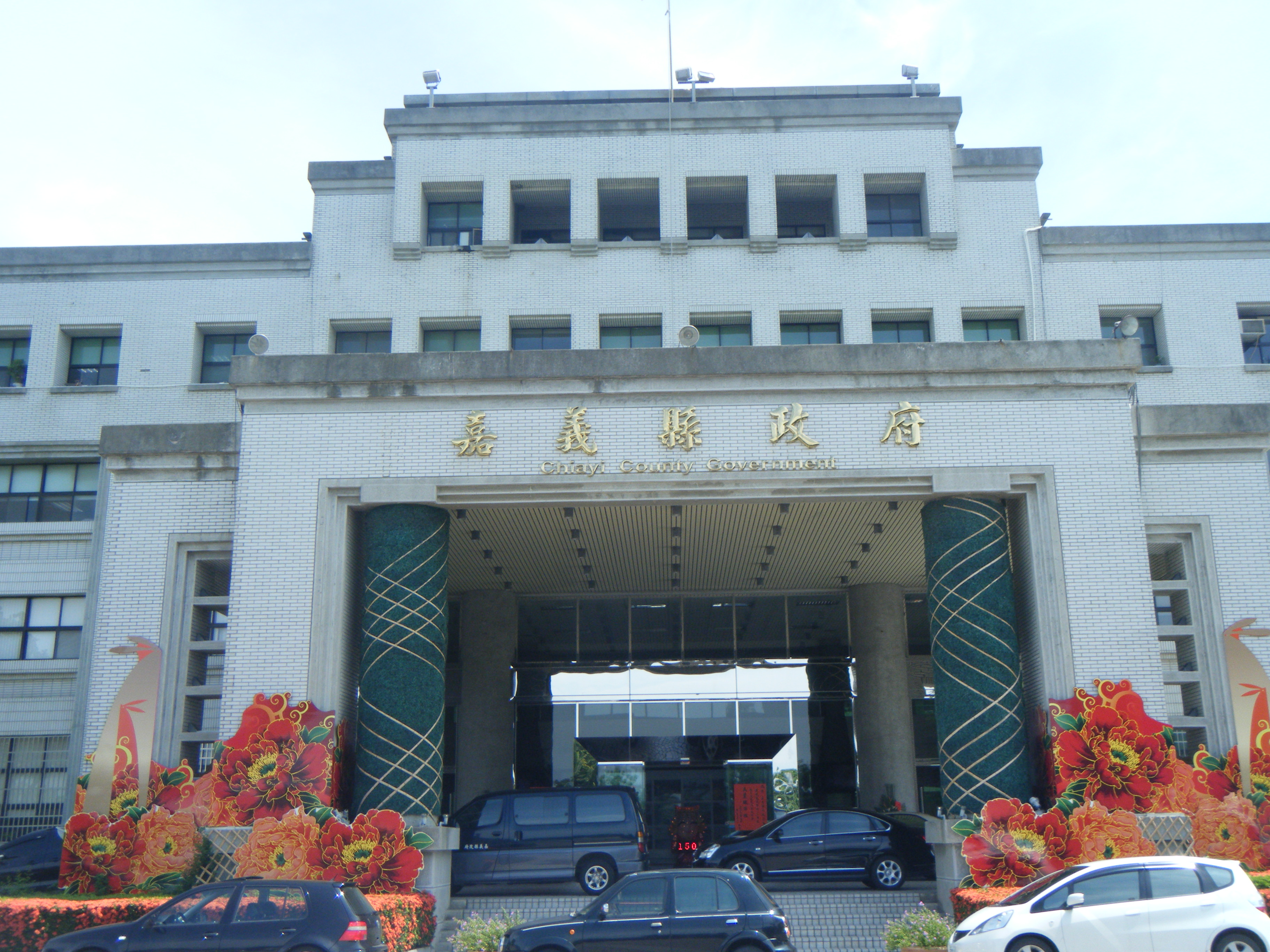
Sitz der Kreisverwaltung in Taibao

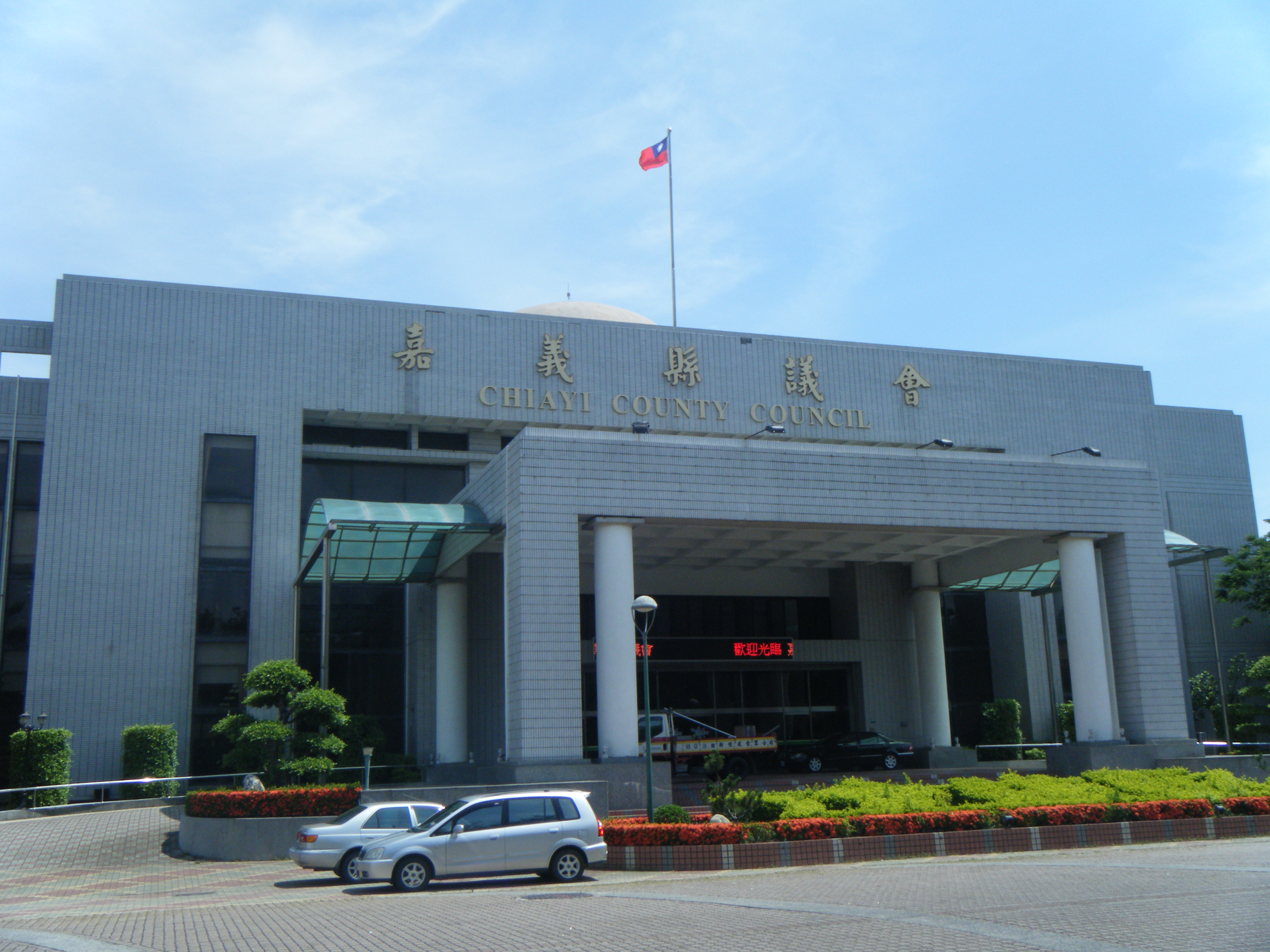
Sitz des Kreistages

| Gemeinde         | chin.    | Hanyu Pinyin | Wade-Giles | Fläche (km²) | Einwohner (Mai 2018) | Ew./km² |
| ---------------- | -------- | ------------ | ---------- | ------------ | -------------------- | ------- |
| 2 Städte         |          |              |            |              |                      |         |
| Puzi             | 朴子市   | Púzǐ         | P'o-tzu    | 49,5737      | 42.255               | 852     |
| Taibao           | 太保市   | Tàibǎo       | T'ai-pao   | 66,8964      | 37.951               | 567     |
| 2 Stadtgemeinden |          |              |            |              |                      |         |
| Budai            | 布袋鎮   | Bùdài        | Pu-tai     | 61,7307      | 27.008               | 438     |
| Dalin            | 大林鎮   | Dàlín        | Ta-lin     | 64,1663      | 31.026               | 484     |
| 14 Landgemeinden |          |              |            |              |                      |         |
| Alishan          | 阿里山鄉 | Ālǐshān      | A-li-shan  | 427,8471     | 5.589                | 13      |
| Dapu             | 大埔鄉   | Dàbù         | Ta-pu      | 173,2472     | 4.567                | 26      |
| Dongshi          | 東石鄉   | Dōngshí      | Tung-shih  | 81,5821      | 24.804               | 304     |
| Fanlu            | 番路鄉   | Fānlù        | Fan-lu     | 117,5269     | 11.521               | 98      |
| Liujiao          | 六腳鄉   | Liùjiāo      | Liu-chiao  | 62,2619      | 23.183               | 372     |
| Lucao            | 鹿草鄉   | Lùcāo        | Lu-ts'ao   | 54,3151      | 15.514               | 286     |
| Meishan          | 梅山鄉   | Méishān      | Mei-shan   | 119,7571     | 19.404               | 162     |
| Minxiong         | 民雄鄉   | Mínxióng     | Min-hsiung | 85,4969      | 71.524               | 837     |
| Shuishang        | 水上鄉   | Shuǐshàng    | Shui-shang | 69,1198      | 49.547               | 717     |
| Xikou            | 溪口鄉   | Xīkǒu        | Hsi-k'ou   | 33,0463      | 14.707               | 445     |
| Xingang          | 新港鄉   | Xīngǎng      | Hsin-gang  | 66,0495      | 31.858               | 482     |
| Yizhu            | 義竹鄉   | Yìzhú        | I-chu      | 79,2925      | 18.383               | 232     |
| Zhongpu          | 中埔鄉   | Zhōngbù      | Chung-pu   | 129,5016     | 44.733               | 345     |
| Zhuqi            | 竹崎鄉   | Zhúqí        | Chu-ch'i   | 162,2256     | 35.786               | 221     |

| Gemeinden des Landkreises Chiayi |
| --- |
| Alishan Taibao Puzi Minxiong Budai Dalin Dapu Dongshi Zhuqi Fanlu Zhongpu Yizhu Xingang Xikou Shuishang Meishan Lucao Liujiao Landkreis Yunlin Landkreis Nantou Tainan Kaohsiung Chiayi |

## Symbole des Landkreises
Wie auch die anderen Landkreise und einige Städte Taiwans hat der Landkreis Chiayi einige Tiere und Pflanzen zu offiziellen Kreissymbolen erklärt.
Im Jahr 1985 wurde nach einer Umfrage die Magnolie als Blume des Landkreises ausgewählt. 1999 erfolgte eine Umfrage, welcher Vogel der Vogel des Landkreises werden solle. Drei Vögel kamen in die engere Auswahl: der Swinhoefasan, der Blutpirol (Oriolus traillii) und der Taiwan-Blauschwanz (Tarsiger johnstoniae), wobei die Wahl auf den erstgenannten fiel. Im Jahr 2000 wurde unter fünf verschiedenen Vorschlägen (Ahorn, Formosa-Wacholder, Garcinia, Afrikanischer Tulpenbaum, und Blasenesche) die letztere zum offiziellen Baum des Landkreises gewählt.